# Архиепархия Груара — Мак-Леннана
Архиепа́рхия Груа́ра — Мак-Ле́ннана (лат. Archidioecesis Gruardensis-McLennanpolitana) — архиепархия Римско-Католической церкви с центром в городе Мак-Леннан, Канада. В архиепархию Груара — Мак-Леннана входят епархии Маккензи-Форт-Смит, Уайтхорса.   Кафедральным собором архиепархии является собор Иоанна Крестителя в городе Мак-Леннан.

## История
8 апреля 1862 года Святым Престолом был учреждён апостольский викариат Атабаска-Маккензи, выделив его из епархии святого Бонифация. 3 июля 1901 года апостольский викариат был разделён на апостольский викариат Атабаска и апостольский викариат Маккензи. 15 марта 1927 года Римский папа Пий X издал бреве «Quae ad rei», которым Апостольский викариат Атабаска и Апостольский викариат Маккензи были вновь объединены в один Апостольский викариат, который стал называться Апостольский викариат Груар.
13 июля 1967 года Римский папа Павел VI издал буллу Adsiduo perducti, которой преобразовал апостольский викариат Груар в архиепархию Груара — Мак-Леннана.

## Ординарии архиепархии
- епископ Henri Joseph Faraud (18.05.1862 — 20.03.1890);
- епископ Pierre-Emile-Jean-Baptiste-Marie Grouard (18.10.1890 — 18.04.1929);
- епископ Joseph-Wilfrid Guy (19.12.1929 — 2.06.1937);
- епископ Ubald Langlois (30.03.1938 — 18.09.1953);
- архиепископ Henri Routhier (18.09.1953 — 21.11.1972);
- архиепископ Henri Légaré (21.11.1972 — 16.07.1996);
- архиепископ Henri Goudreault (16.07.1996 — 23.07.1998);
- архиепископ Arthé Guimond (9.07.2000 — 30.11.2006);
- архиепископ Gerard Pettipas (30.11.2006 — по настоящее время).

## Источник
- Annuario Pontificio, Libreria Editrice Vaticana, Città del Vaticano, 2003, ISBN 88-209-7422-3
- Бреве Quae ad rei Архивная копия от 3 марта 2013 на Wayback Machine, AAS 19 (1927), стр. 267 (лат.)
- Bolla Adsiduo perducti Архивная копия от 27 марта 2010 на Wayback Machine, AAS 59 (1967), стр. 1114